# 笠松の奴行列

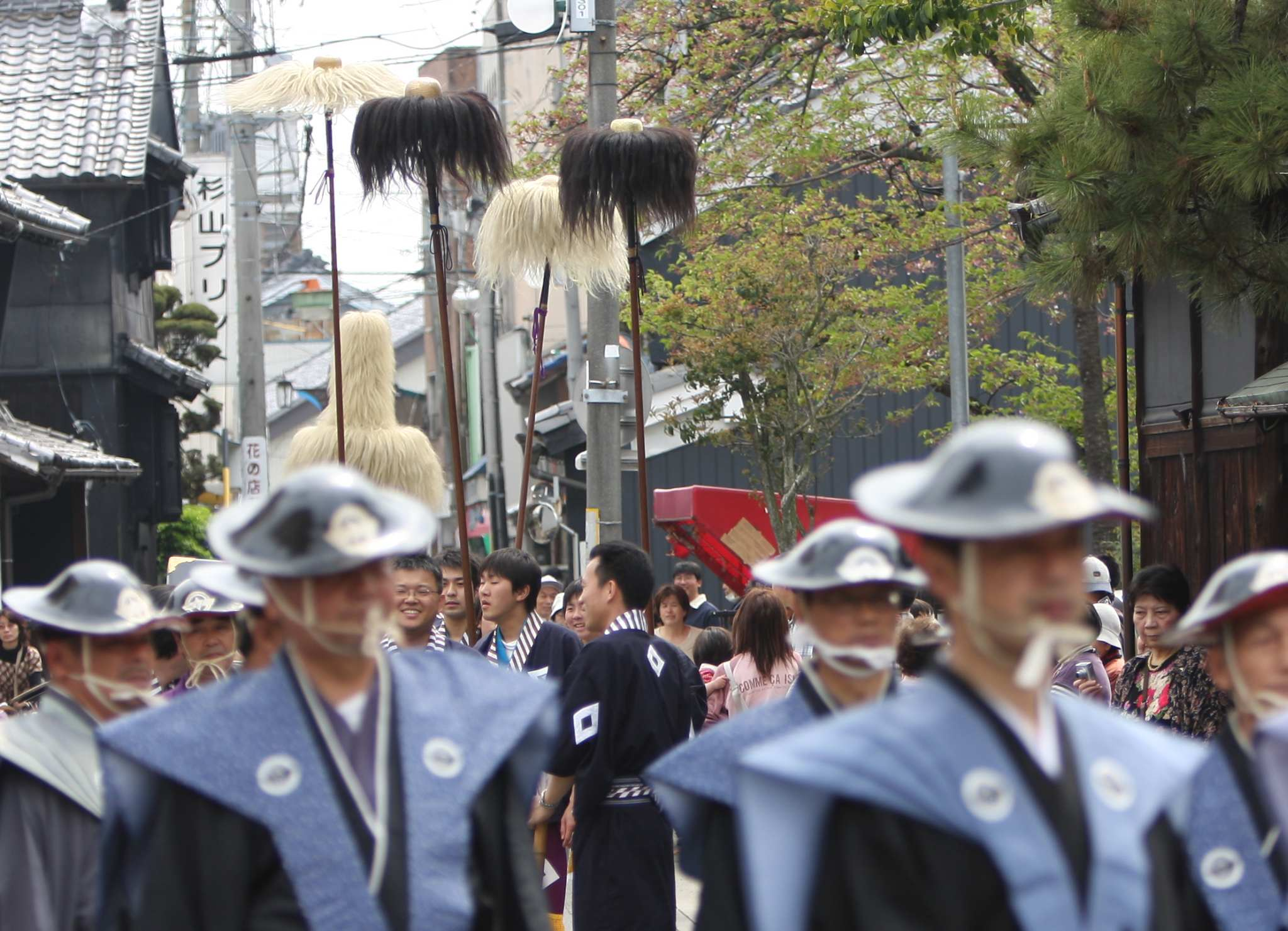
笠松のやっこ行列（岐阜県羽島郡笠松町）

笠松の奴行列（かさまつのやっこぎょうれつ）は、岐阜県羽島郡笠松町に伝わる民俗である。大名行列お奴ともいう。
1995年（平成7年）11月21日に岐阜県の無形民俗文化財に指定され、笠松大名行列お奴保存会がその伝統を伝えている。

## 歴史
江戸時代後期から始まったという。
笠松は藩ではなく、幕府直轄地で笠松に郡代（美濃郡代）が置かれていた事から、大名行列そのものは無かった。恐らく、笠松を通る大名行列の様子から真似たものと思われる。

## 奴行列の概況
江戸時代の大名行列を先導するの奴の独特の動き（奴振り）を、ほぼ当時のまま伝えているとされる。
奴の服装をした、約100人の行列であり、掛け声をして、手に持った毛槍、鳥玉等を投げ渡しながら進むものである。
毎年4月の笠松春まつりの本祭にて、本町通り～八幡神社・産霊神社を練り歩く。本祭は八幡神社、産霊神社の例祭にあたり、4月15日前後に開催される。